# 사회고발 영화
사회고발극(社會告發劇) 또는 사회고발영화는 사회의 부정적인 면을 드러내어 알릴 목적으로 만든 연극이나 드라마 또는 영화매체등이다.

## 범죄영화
한편 범죄영화는 그 목적과는 상관없이 당연히 사회고발적인 면을 담게된다.

## 같이 보기
- 사회고발